# 29 Amphitrite
För andra betydelser, se Amfitrite (olika betydelser).
29 Amphitrite eller A899 NG är en asteroid upptäckt 1 mars 1854 av den tyske astronomen Albert Marth i London. Asteroiden har fått sitt namn efter Amfitrite inom grekisk mytologi.
Amphitrite är nästan sfärisk.

## Måne?
Ljuskurveanalyser gjorda 1979 av E. Tedesco gör att man misstänker att Amphitrite har en måne. Detta motsägs av andra studier som inte bekräftar någon måne större än 3 km.